# Milosavci
Milosavci (szerbül: Милосавци), település Bosznia-Hercegovinában, Laktaši községben, Bosanska krajina területén, a Szerb Köztársaságban. 

## Fekvése
Bosznia-Hercegovina északi részén, Banja Lukától légvonalban 20, közúton 27 km-re északkeletre, községközpontjától légvonalban 5, közúton 7 km-re keletre, 117-257 méteres magasságban fekszik. A településen egy 1976-ban épült aszfaltút halad át. A házak és házcsoportok többnyire a főút környékén helyezkednek el. Gumjera, Drugovići, Miloševci és Papažani falvakkal határos. Határának északi részét erdő borítja (a Gumjera lejtői), míg nyugati határában az Orbász folyik. Jelentősebb vízfolyások: a Boškovac, a Gajićkovac, a Gumjera és a Ćutumovac. A terep túlnyomórészt sík, délnyugat felé többnyire lejtős. A dombok közül a legjelentősebbek az Egića, a Kovačevića, a Predragovića és Ćućunovo brdo. Ezeken kívül ismertebb helynevek: Barica, Vrbici, Gradina, Grobljani, Gumjerska kosa, Dolovi és Lug. Főbb településrészei Vrapčići, Vrhovci, Desančići, Dragičevići, Miloševići, Pavkovići, Predragovići, Rašići, Savići.

## Népessége
| Nemzetiségi csoport | Népesség 1991 | Népesség 2013 |
| ------------------- | ------------- | ------------- |
| Szerb               | 574           | 482           |
| Bosnyák             | 0             | 0             |
| Horvát              | 0             | 1             |
| Jugoszláv           | 14            | 0             |
| Egyéb               | 7             | 3             |
| Összesen            | 595           | 486           |

## Története
A település 1878-ig tartozott az Oszmán Birodalomhoz, ekkor a berlini kongresszus határozata alapján az Osztrák-Magyar Monarchia része lett. 1879-ben az első osztrák-magyar népszámlálás során a Prnjavori járáshoz tartozó településnek 37 háztartása és 281 ortodox lakosa volt.  1910-ben a Banja Luka-i járáshoz tartozó településen 80 háztartást, 511 ortodox és 2 muszlim lakost találtak. A monarchia szétesésével 1918-ban előbb a Szerb-Horvát-Szlovén Királyság, majd 1929-től a Jugoszláv Királyság része. 1921-ben a községnek 88 háztartása és 557 lakosa volt. Az 1929-es törvény értelmében, amikor Bosznia-Hercegovinát négy banovinára, Drinskára, Vrbaskára, Zetskára és Primorskára osztották, a település a Vrbaska banovina része lett, amelynek székhelye Banja Luka volt. Jugoszlávia megszállása után a Független Horvát Állam (NDH) része lett. A második világháború után a szocialista Jugoszláviához tartozott. A daytoni békeszerződést követő területfelosztásnál Laktaši község részeként a Szerb Köztársaság területéhez került.

## Gazdaság
Egyes források szerint Milosavciban működött egy szerb mezőgazdasági szövetkezet, amelyet 1920 és 1923 között alapítottak. A szövetkezet ellátta a parasztokat a legszükségesebb ipari cikkekkel, és mezőgazdasági termékek beszerzésével foglalkozott. Ma Milosavac lakossága főként mezőgazdasággal foglalkozik, kisebb része pedig Laktašiban és Banja Lukában dolgozik. Kukoricát, búzát termesztenek, és a gyümölcsök (szilva, alma, körte, cseresznye) is jól teremnek.

## Oktatás
Az első általános iskola épülete 1948-ban épült, majd 1954-ben bontották le. Aztán épült egy új épület, amelyben 1960-ig tartottak tanórákat, de ezt is lebontották, és így épült az új iskola, amelyben 1976-ig tartottak órákat. Milosavciban Milka és Vojislav Lazić tanárok dolgoztak a legtovább (1959-től 1974-ig). Ma a gyerekek a kriškovci „Ćirilo i Metodije” Általános Iskolába járnak, amely a laktaši „Mladen Stojanović” Általános Iskola körzeti iskolája.

## Infrastruktúra
A falu 1967-ben kapott áramot, 1993 novemberében pedig telefoncsatlakozást. A korszerű vezetékes vízellátást 2011. június 28-án helyezték üzembe. A faluban élelmiszerbolt és kávézó működik. A kultúrház elhanyagolt állapotban, használaton kívül van. A faluban nincs templom, a helyiek a kriškovaci plébániához tartoznak. Három ortodox temető található: Vrančića, Ćugumovo és Ćućunovo groblje.

## Sport
A falu az FK „Župa” futballklubjáról ismert. A klubot 1977. augusztus 20-án alapították és egy évig Šeškovciban volt a pályája. A klub első elnöke Antun Vidaković volt, a legaktívabb tagjai pedig Dragiša Savić (első edző) és Milovan Vranješ voltak. A futballpályát 2004-ben építették, a reflektorokat 2006 novemberében szerelték fel. Ez volt az első vidéki stadion a Szerb Köztársaságban, amely villanyfényes mérkőzések megtartására alkalmas. Adminisztratív épülettel, öltözőkkel, lelátóval, korszerű öntözőrendszerrel, vízelvezető rendszerrel rendelkezik. A boszniai háborúban a klub kilenc futballistája esett el.